# Редько Олексій Кирсанович
Олексій Кирсанович Редько (нар. 15 квітня 1948, Ворошиловград — пом. 15 травня 2016, Київ) — український скульптор, член Національної спілки художників України.

## Біографія
Народився 15 квітня 1948 року в місті Ворошиловграді (тепер Луганськ, Україна). 1974 року закінчив Київський художній інститут (навчався у Василя Бородая), 1979 року — творчі майстерні АМ СРСР.
Помер в Києві 15 травня 2016 року.

## Роботи
- «Мелодія» (1979);
- «Натхнення» (1980);
- «Гриша» (1982);
- «Лісоруби Карпат» (1985);
- цикл «Чорнобиль» (1987—1988).

Портрети М. Гоголя (1988), М. Бойчука (1989), І. Їжакевича (1989).
Співавтор пам'ятника Ярославу Мудрому в Києві. Автор меморіальних дошок Леву Громашевському в Києві.